# Rudi Bresser
Rudi K. F. Bresser (* 1948 in Gelnhausen) ist ein deutscher Wirtschaftswissenschaftler und Professor an der Freien Universität Berlin.

## Leben und Wirken
Bresser studierte Betriebswirtschaftslehre an der Johann Wolfgang Goethe-Universität Frankfurt am Main und schloss 1974 das Studium mit dem Diplom ab. 1976 erwarb er zusätzlich ein Diplom in Wirtschaftspädagogik in Frankfurt am Main. 1979 erfolgte die Promotion zum Dr. rer. pol. in Frankfurt. Von 1980 bis 1981 war Bresser Assistant Professor für Management an der New York University. Von 1981 bis 1990 arbeitete er als Assistant bzw. Associate Professor für Management am Baruch College der City University of New York. Seit 1990 ist Bresser Professor für Betriebswirtschaftslehre, insbesondere Strategische Unternehmungsführung, an der Freien Universität Berlin (seit 2015 pensioniert). Seine derzeitigen Forschungsinteressen betreffen insbesondere das Thema 'academic governance'.
Bresser war Gastprofessor an der University of South Florida und an der Stern School of Business der New York University.
Von 2007 bis 2010 war Bresser als erster Hochschullehrer einer deutschen Universität Associate Editor der Zeitschrift 'Strategic Management Journal'.
Das Handelsblatt zählt Bresser auf der Basis veröffentlichter A-Journal-Publikationen zu den 30 besten Betriebswirten im deutschsprachigen Raum.

## Publikationen (Auswahl)

### Artikel
- 2022 "Restoring a Taste for Science: Enhancing Strategic Management Knowledge by Changing the Governance of Academic Journals", Strategic Management Review 3, 67-97.
- 2021 "Scholarly books as complementary contributions to "A's", Academy of Management Perspectives 35, 562-566 (With D. Balkin)
- 2016 “How CEOs protect themselves against dismissal: A social status perspective”, Strategic Management Journal 37, 1107–1117 (With M. Flickinger, M. Wrage, A. Tuschke)
- 2014 “Knowledge Generation and Governance in Management Research”, Journal of Business Economics 84, 129–144 (With R. Dunbar)
- 2013 “Strategically Valuable Resources and Capabilities and Successful M&A: A Dyadic Perspective”, Journal of Business Economics 83, 235–257 (With P. Grill)
- 2012 “Practical implications of the resource-based view: Assessing the predictive power of the VRIO-framework”, Journal of Business Economics 82, 335–359 (With C. Powalla)
- 2008 "Performance Implications of Delayed Competitive Responses", Strategic Management Journal 29, 1077–1096 (With J. Boyd)
- 2003 "Institutional Capital", Schmalenbach Business Review 55, 220–241 (With K. Millonig)
- 2000 "Modeling the Dynamics of Strategic Fit", Strategic Management Journal 21, 429–453 (With E. Zajac, M. Kraatz)
- 1994 "Competitive and Collective Strategies: An Empirical Examination of Strategic Groups", Advances in Strategic Management 10, 477–501 (With R. Dunbar, T. Jithendranathan)
- 1988 "Matching Collective and Competitive Strategies", Strategic Management Journal 9, 375–385    1
- 1986 "Collective Strategy: Vice or Virtue", Academy of Management Review 11, 408–427 (With J. Harl)
- 1984 "Structural Dimensions of University Departments and Their Context",Organization Studies 5, 119–146
- 1983 "Dysfunctional Effects of Formal Planning: Two Theoretical Explanations", Academy of Management Review 8, 588–599 (With R. Bishop).

### Monographien
- 2010 Strategische Managementtheorie, 2nd ed., Stuttgart
- 2000 Winning Strategies in a Deconstructing World, New York (With M. Hitt, R. Nixon, D. Heuskel)